# محمد راغب
محمد راغب (عربی: محمد خلدون راغب؛ زادهٔ ۲۶ فوریهٔ ۱۹۴۳)  تیرانداز اهل سوریه بود. وی در بازی‌های المپیک تابستانی ۱۹۸۴ شرکت کرده‌است.